# Giải Goya
Giải Goya, (tiếng Tây Ban Nha: los Premios Goya là giải thưởng điện ảnh chính của Tây Ban Nha.
Giải này được lập ra năm 1987, một năm sau khi thành lập Academia de las Artes y las Ciencias Cinematográficas de España (Viện Hàn lâm Khoa học và Nghệ thuật Điện ảnh Tây Ban Nha). Buổi lễ trao giải lần đầu diễn ra ngày 16.3.1987 tại nhà hát Teatro Lope de Vega, Madrid. Các lễ trao giải hàng năm tiếp tục diễn ra vào khoảng cuối tháng Giêng, cho các phim sản xuất trong năm trước đó.
Biểu tượng của giải là tượng chân dung của họa sĩ Francisco de Goya do nhà điêu khắc José Luis Fernández thực hiện.

## Các giải thưởng
- Phim hay nhất (Mejor película)
- Phim châu Âu hay nhất (Mejor película europea)
- Phim nước ngoài nói tiếng Tây Ban Nha hay nhất (Mejor película extranjera de habla hispana)
- Phim hoạt hình hay nhất (Mejor película de animación)
- Phim hoạt hình ngắn hay nhất (Mejor cortometraje de animación)
- Phim tài liệu hay nhất (Mejor película documental)
- Phim tài liệu ngắn hay nhất (Mejor cortometraje documental)
- Phim ngắn hư cấu hay nhất (Mejor cortometraje de ficción)
- Đạo diễn xuất sắc nhất (Mejor director)
- Đạo diễn mới xuất sắc nhất
- Nam diễn viên chính xuất sắc nhất (Mejor interpretación masculina protagonista)
- Nữ diễn viên chính xuất sắc nhất (Mejor interpretación femenina protagonista)
- Nam diễn viên phụ xuất sắc nhất (Mejor interpretación masculina de reparto)
- Nữ diễn viên phụ xuất sắc nhất (Mejor interpretación femenina de reparto)
- Nam diễn viên triển vọng nhất (Mejor actor revelación)
- Nữ diễn viên triển vọng nhất (Mejor actriz revelación)
- Kịch bản gốc hay nhất (Mejor guión original)
- Kịch bản chuyển thể hay nhất (Mejor guión adaptado)
- Quay phim xuất sắc nhất (Mejor fotografía)
- Biên tập xuất sắc nhất (Mejor montaje)
- Nhạc phim hay nhất (Mejor música original)
- Ca khúc trong phim hay nhất (Mejor canción original)
- Chỉ đạo nghệ thuật xuất sắc nhất (Mejor dirección artística)
- Thiết kế trang phục đẹp nhất (Mejor diseño de vestuario)
- Hóa trang và lam tóc tốt nhất (Mejor maquillaje y peluquería)
- Âm thanh tốt nhất (Mejor sonido)
- Hiệu ứng đặc biệt tốt nhất (Mejores effectos especiales)
- Chỉ đạo sản xuất tốt nhất (Mejor dirección de producción)
- Giải Goya danh dự (Goya de Honor)

## Linh tinh

### Các phim đoạt 5 giải
(Phim hay nhất, Đạo diễn, Nam & Nữ diễn viên chính xuất sắc nhất, Kịch bản hay nhất)
- ¡Ay, Carmela! (1990): Đạo diễn (Carlos Saura), Nam diễnv iên chính (Andrés Pajares), Nữ diễn viên chính (Carmen Maura) kịch bản chuyển thể (Rafael Azcona & Carlos Saura
- Take My Eyes (2003): Đạo diễn (Icíar Bollaín), Nam diễn viên chính (Luis Tosar), Nữ diễn viên chính (Laia Marull) kịch bản gốc (Icíar Bollaín
- The Sea Inside (2004): Đạo diễn (Alejandro Amenábar), Nam diễn viên chính (Javier Bardem), Nữ diễn viên chính (Lola Dueñas) kịch bản gốc (Alejandro Amenábar & Mateo Gil

Đoạt 4 giải
- Belle époque (1992): phim, đạo diễn, nữ diễn viên chính, kịch bản
- Running Out of Time (1994): phim, đạo diễn, nam diễn viên chính, kịch bản
- Lucky Star (1997): phim, đạo diễn, nam diễn viên chính, kịch bản

Đoạt 2 giải
- Lovers (1991): phim hay nhất, đạo diễn xuất sắc nhất
- The Girl of Your Dreams (1998): phim hay nhất, nữ diễn viên chính xuất sắc nhất

Đoạt 1 giải
- Pan's Labyrinth (2006): kịch bản hay nhất

### Các phim đoạt 5 giải trở lên
- 14 giải: The Sea Inside (2004), 15 đề cử
- 13 giải: ¡Ay, Carmela! (1990), 15 đề cử
- 9 giải: Belle époque (1992), 17 đề cử
- 9 giải: Running Out of Time (1994), 19 đề cử
- 8 giải: The Dumbfounded King (1991), 14 đề cử
- 8 giải: Nobody Will Speak of Us When We're Dead (1995), 10 đề cử
- 8 giải: The Others (2001), 15 đề cử
- 7 giải: All About My Mother (1999), 14 đề cử
- 7 giải: The Girl of Your Dreams (1998), 18 đề cử
- 7 giải: The Orphanage (2007), 14 đề cử
- 7 giải: Pan's Labyrinth (2006), 13 đề cử
- 7 giải: Take My Eyes (2003), 9 đề cử
- 7 giải: Tesis (1997), 8 đề cử
- 7 giải: The Dog in the Manger (1996), 12 đề cử
- 6 giải: Camino (2008), 7 đề cử
- 5 giải: The Lucky Star (1997), 7 đề cử
- 5 giải: Mondays in the Sun (2002), 8 đề cử
- 5 giải: Volver (2006), 14 đề cử
- 5 giải: Women on the Verge of a Nervous Breakdown (1989), 16 đề cử

### Các phim được đề cử trên 10 lần
- 19 lần: Running Out of Time (1994), đoạt 9 giải
- 18 lần: The Girl of Your Dreams (1998), đoạt 7 giải
- 17 lần: Belle époque (1992), đoạt 9 giải
- 16 lần: Women on the Verge of a Nervous Breakdown (1989), đoạt 5 giải
- 15 lần: ¡Ay, Carmela! (1990), đoạt 13 giải
- 15 lần: Alatriste (2006), đoạt 3 giải
- 15 lần: The Blind Sunflowers (2008), đoạt 1 giải
- 15 lần: The Others (2001), đoạt 8 giải
- 15 lần: The Sea Inside (2004), đoạt 14 giải
- 15 lần: Tie Me Up! Tie Me Down! (1990), 0 đoạt giải
- 14 lần: 13 Roses (2007), đoạt 4 giải
- 14 lần: All About My Mother (1999), đoạt 7 giải
- 14 lần: The Dumbfounded King (1991), đoạt 8 giải
- 14 lần: The Orphanage (2007), đoạt 7 giải
- 14 lần: Volver (2006), đoạt 5 giải
- 13 lần: Pan's Labyrinth (2006), đoạt 7 giải
- 12 lần: The Dog in the Manger (1996), đoạt 7 giải
- 12 lần: Juana the Mad (2001), đoạt 3 giải
- 11 lần: Salvador (2006), đoạt 1 giải
- 11 lần: Sex and Lucia (2001), đoạt 2 giải
- 10 lần: Nobody Will Speak of Us When We're Dead (1995), đoạt 8 giải
- 10 lần: Open Your Eyes (1997), 0 đoạt giải
- 10 lần: Seven Billiard Tables (2007), đoạt 2 giải